# Tanja Dexters
Tanja Dexters (Mol, 6 febbraio 1977) è una modella belga incoronata Miss Belgio 1998.
Grazie alla vittoria del titolo, la Dexters ha ottenuto il diritto di rappresentare il Belgio prima a Miss Mondo 1998, ed in seguito a Miss Universo 1999. 
In seguito ha intrapreso la carriera di cantante, ottenendo anche un discreto successo. Un suo singolo The Way I Am nel 2004 è arrivato al dodicesimo posto dei singoli più venduti in Belgio, mentre nel 2002 con When I Look in Your Eyes ha partecipato alle preselzioni per l'Eurovision Song Contest 2002.